# Ghiacciaio Creagh
Il ghiacciaio Creagh è un ghiacciaio lungo circa 7 km situato nella regione centro-occidentale della Dipendenza di Ross, in Antartide. Il ghiacciaio, il cui punto più alto si trova a circa 1700 m s.l.m., si trova in particolare nella parte nord-occidentale delle Dorsale Royal Society, dove fluisce verso nord, scorrendo tra le montagne di Wilkniss, a ovest, e il nunatak Buttress, a est, fino a unire il proprio flusso a quello del ghiacciaio Palais, poco a sud-est del monte Blackwelder.

## Storia
Il ghiacciaio Creagh è stato mappato dai membri della spedizione Terra Nova, condotta dal 1910 al 1913 e comandata dal capitano Robert Falcon Scott, ma è stato così battezzato solo nel 1994 dal Comitato consultivo dei nomi antartici in onore di padre Gerry Creagh, un cittadino neozelandese che servì come cappellano onorario della marina militare statunitense per oltre 25 stagioni presso la Cappella delle Nevi, nel complesso della stazione McMurdo, tanto che egli era conosciuto come il "Cappellano dell'Antartide".